# Acebo (Cáceres)
Acebo ist ein Ort und eine Gemeinde (municipio) mit 576 Einwohnern (Stand: 2024) im Norden der Provinz Cáceres in der Autonomen Region Extremadura im Westen Spaniens.

## Lage
Der Ort Acebo liegt am Arroyo de Lágina gut 100 km (Fahrtstrecke) nordwestlich der Provinzhauptstadt Cáceres in einer Höhe von ca. 525 m. im Nordwesten des Gemeindegebiets erhebt sich der dritthöchste Berg der Region, der ca. 1490 m hohe Pico Jálama. Das Klima ist gemäßigt bis warm; Regen (ca. 700 mm/Jahr) fällt hauptsächlich im Winterhalbjahr.

## Bevölkerungsentwicklung
| Jahr      | 1857  | 1900  | 1950  | 2000 | 2017 | 2022 |
| Einwohner | 1.770 | 1.713 | 2.855 | 806  | 601  | 542  |

Der deutliche Bevölkerungsrückgang seit den 1950er Jahren ist im Wesentlichen auf die Mechanisierung der Landwirtschaft, die Aufgabe bäuerlicher Kleinbetriebe und den damit einhergehenden Verlust von Arbeitsplätzen zurückzuführen.

## Wirtschaft
Die fruchtbaren aber steinigen Böden der Umgebung lieferten die Grundlage für den Anbau von Weizen und anderen Feldfrüchten für die in früheren Zeiten vorwiegend als Selbstversorger lebenden Einwohner. Auch Viehzucht wurde in hohem Maße betrieben. Im Ort selbst ließen sich sukzessive Händler, Handwerker und Dienstleister aller Art nieder. Heute spielt der sommerliche Tourismus eine große wirtschaftliche Rolle.

## Geschichte
Bronze-, eisenzeitliche, römische, westgotische und selbst maurische Funde sind äußerst rar. Die Region wurde um das Jahr 1200 von den kastilisch-leonesischen Truppen Alfons’ IX. (reg. 1188–1230) „zurückerobert“ (reconquista) und sukzessive von Christen aus dem Norden und von Flüchtlingen aus Al-Andalus (wieder)besiedelt (repoblación); ihre Verwaltung wurde dem Alcántara-Orden anvertraut. Die erste Erwähnung des Ortsnamens stammt aus dem Jahr 1235. Wenige Jahre später übernahm das Bistum Coria die Grundherrschaft (señorio).

## Sehenswürdigkeiten

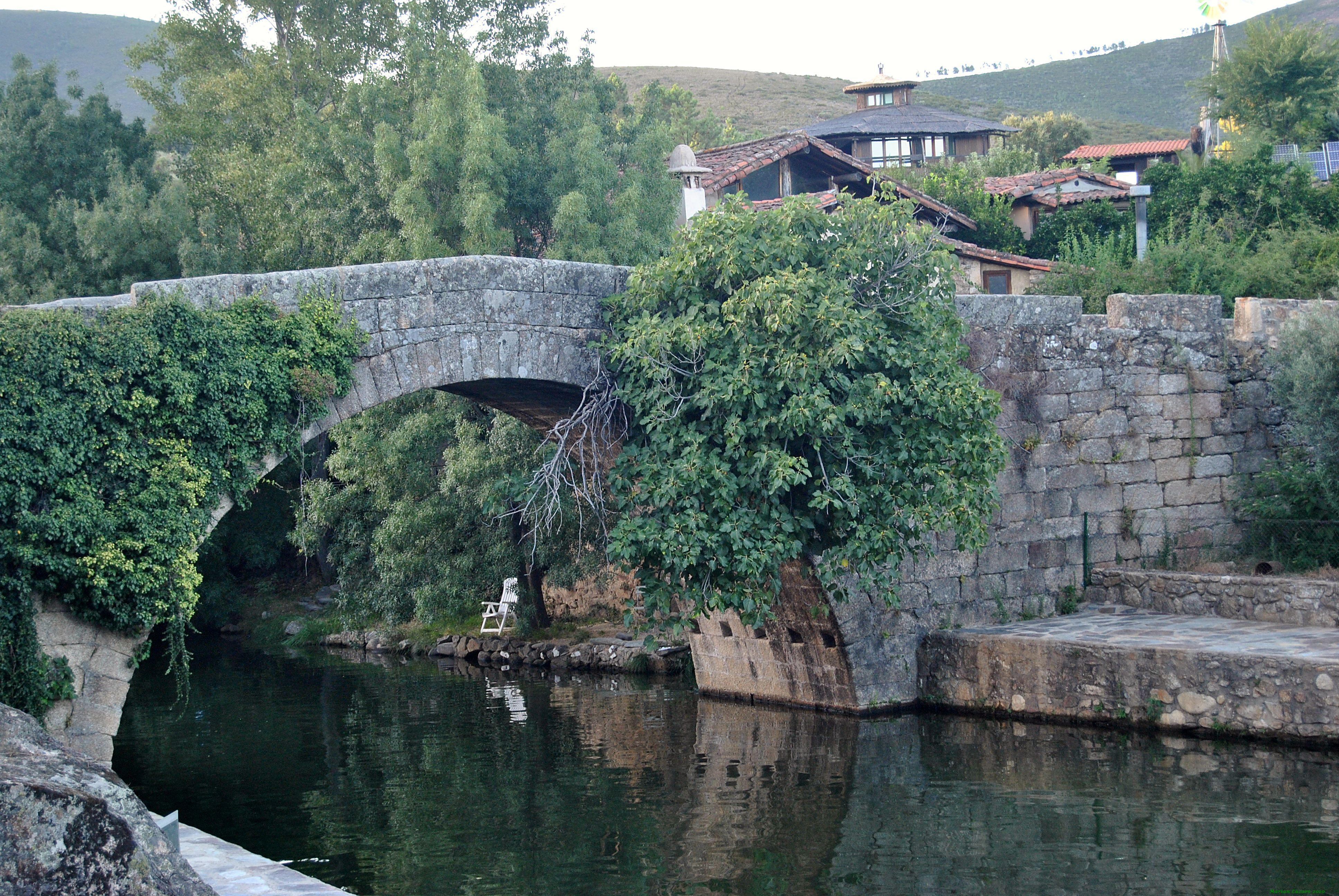
Puente de Carrecía

- Die Kirche Nuestra Señora de los Ángeles stammt aus dem 16. Jahrhundert und hat noch einige gotische Reminiszenzen. Das einschiffige, von Sterngewölben bedeckte Innere der Kirche ist querhaus- und somit auch vierungslos. In der flachschließenden Apsis steht ein klassizistisches Altarretabel (retablo) aus dem späten 18. oder frühen 19. Jahrhundert; zwei weitere Altäre im Stil des spätbarocken Churriguerismus stehen an den Seitenwänden.
- Die Ermita del Cristo stammt ebenfalls aus dem 16. Jahrhundert.
- Über den Ort verteilt stehen einige unspektakuläre Adelshäuser sowie mehrere Brunnen (fuentes).

Umgebung
- Etwa 300 m außerhalb des Ortes stehen die Ruinen eines ehemaligen Franziskanerkonvents.
- Eine zweibogige mittelalterliche Steinbrücke (Puente de Carrecía) quert de Bach Arroyo de San Blás.
- Ein ca. 65 m hoher Wasserfall (Cascada de La Cervigona) ist im Rahmen einer Wanderung gut zu erreichen.
- Der ca. 18 km entfernte Pico Jálama kann im Rahmen einer Tagestour erwandert werden.

## Persönlichkeiten
- Andrés Hernández (um 1527–1607), Konquistador, wurde in Acebo geboren und starb in Venezuela.